# Aquathlon
Aquathlon är en idrott, en multisport, där varje tävling innehåller både minst ett simningsmoment och minst ett löpningsmoment. Aquathlon liknar triathlon, men saknar cyklingsmomentet. En typisk Aquathlon-tävling består av löpning-simning-löpning, men det förekommer också tävlingar med bara ett moment vardera av simning och löpning. Löpningen kan ske på bana, väg eller slinga. Likaså kan simningen ske i pool, öppet hav eller sjö. Denna sport är bland annat till för konditionsidrottare som vill öva upp sin simning-löpning för övergång till de större multisporterna. 
Sporten kräver inte så mycket redskap, endast badkläder, simglasögon, badmössa och löparskor.